# Clamanges
Clamanges ist eine französische Gemeinde mit 225 Einwohnern (Stand 1. Januar 2022) im Département Marne in der Region Grand Est. Sie gehört zum Kanton Vertus-Plaine Champenoise und zum Arrondissement Épernay. 

## Geografie
Die Gemeinde Clamanges liegt in der Trockenen Champagne an der Somme, 25 Kilometer südwestlich von Châlons-en-Champagne. Sie ist umgeben von folgenden Nachbargemeinden:
|                                | Trécon                                      | Villeseneux |
| Pierre-Morains                 | Kompassrose, die auf Nachbargemeinden zeigt |             |
| Écury-le-Repos, Val-des-Marais | Fère-Champenoise                            | Soudron     |

## Bevölkerungsentwicklung
| Jahr                       | 1962 | 1968 | 1975 | 1982 | 1990 | 1999 | 2008 | 2018 |
| -------------------------- | ---- | ---- | ---- | ---- | ---- | ---- | ---- | ---- |
| Einwohner                  | 204  | 210  | 175  | 142  | 162  | 188  | 210  | 210  |
| Quellen: Cassini und INSEE |      |      |      |      |      |      |      |      |

## Persönlichkeiten
- Nikolaus von Clamanges (um 1360–1437), Gelehrter des Renaissance-Humanismus

## Sehenswürdigkeiten
- Himmelfahrtskirche (Église de l’Assomption)

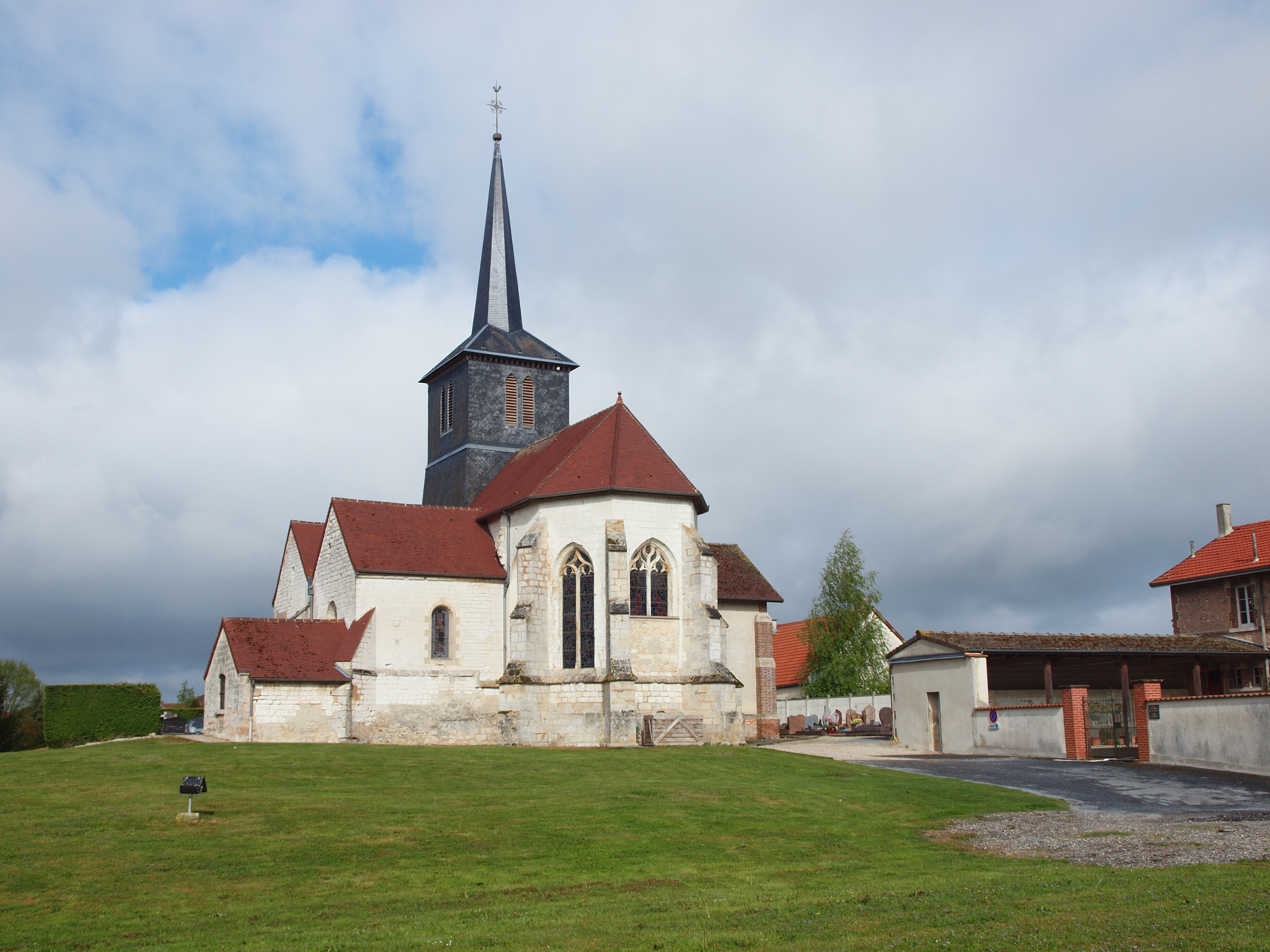
Himmelfahrtskirche